# Global Returnable Asset Identifier
Der Global Returnable Asset Identifier (GRAI) ist eine Nummer aus dem GS1-System (vormals EAN System), die die eindeutige und überschneidungsfreie Identifikation jeglicher Art von Vermögens- und Anlagegegenstand ermöglicht.
Die dazu benötigten GS1 Basisnummern werden von den GS1-Organisationen in Deutschland, Österreich und in der Schweiz vergeben.

## Allgemeines
GS1 stellt ein weltweit eindeutiges Identifikationssystem zur Verfügung und hat weite Verbreitung in der Wirtschaft, um Waren, Dienstleistungen, Lokationen, Transporteinheiten etc. zu identifizieren. Der GRAI kann dabei als Datenbankenschlüssel dienen, um auf spezifische Informationen, bezogen auf Mehrwegtransportbehälter, die wiederholt benötigt werden, zu verweisen. Der Einsatz von strukturierten weltweit eindeutigen Identifikationsnummern ermöglicht es, Eingabefehler zu reduzieren und die Effizienz zu steigern.
Jedes Unternehmen oder jede Organisation, kann bei einer GS1 Mitgliedsorganisation eine sogenannte GS1 Basisnummer lizenzieren, und daraus GRAIs für seine Vermögens- und Anlagegegenstände etc. vergeben.
Die GS1 Basisnummer ist eine eindeutige Zeichenfolge von vier bis zwölf Ziffern, die notwendig sind, um GS1 Identifikationsschlüssel zu vergeben. Die GS1 Basisnummern werden von GS1 Mitgliedsorganisationen zugewiesen. Für Deutschland ist dies GS1 Germany, für Österreich GS1 Austria, für die Schweiz GS1 Switzerland.
Der GRAI besteht aus einem 13-stelligen numerischem Schlüssel mit einer optionalen alphanumerischen 16 Zeichen umfassenden Seriennummer. Der Schlüssel setzt sich aus der GS1 Basisnummer, dem Behältertyp und der Prüfziffer zusammen.

| GS1 Basisnummer ───────────────›       | Behältertyp ‹───────────────           | Prüfziffer | Serielle Komponente |
| N1 N2 N3 N4 N5 N6 N7 N8 N9 N10 N11 N12 | N1 N2 N3 N4 N5 N6 N7 N8 N9 N10 N11 N12 | N13        | X1 variabel bis X16 |

## Anwendungsbereiche des GRAI
Die GS1 Identifikationsnummer des Vermögensgegenstandes wird zugeteilt, um – zusammen mit der GS1 Basisnummer – eine bestimmte Art von Mehrwegtransportbehältern eindeutig zu kennzeichnen. Ein Mehrwegtransportbehälter ist ein wieder verwendbares Gebinde oder eine wiederverwendbare Transportausrüstung mit bestimmtem Wert, wie zum Beispiel ein Bierfass, eine Gasflasche, eine Kunststoffpalette oder eine Getränkekiste. Der Global Returnable Asset Identifier (GRAI) ermöglicht die Rückverfolgung und Aufzeichnung aller entsprechenden Daten.
Der Global Returnable Asset Identifier bleibt für alle identischen Güter derselbe. Die optionale Seriennummer kann dazu verwendet werden, einzelne Behälter innerhalb einer gegebenen Art von Transportbehältern zu unterscheiden.
Eine typische Anwendung, die sich auf dieses Datenelement stützt, sind Mehrwegbierfässer. Der Eigentümer der Bierfässer kennzeichnet jedes Fass mit Hilfe einer Dauermarkierungstechnik (Strichcode, RF-Tag) mit dem Global Returnable Asset Identifier (GRAI). Dieser Strichcode wird gelesen, sobald das Fass „voll“ an einen Kunden geliefert, und erneut gelesen, wenn es „leer“ zurückgegeben wird. Dieser einfache Lesevorgang erlaubt es dem Eigentümer des Bierfasses, den Lebenszyklus eines bestimmten Bierfasses automatisch zu erfassen und gegebenenfalls ein „Pfandsystem“ zu betreiben.

### Einsatz des GRAI
- In Warenverteilungsprozessen setzen Unternehmen wiederverwendbare Transportbehälter ein, um Waren zu verpacken, zu schützen und zu transportieren. Beispiele sind Paletten, Kisten, Backbleche oder auch Bierfässer. Diese Mehrwegtransportbehälter können im Besitz eines Handelspartners sein oder aus einem Pool gemietet werden, an dem verschiedene Unternehmen beteiligt sind.

- Der GRAI kann in einem Strichcode oder einem EPC/RFID Tag verschlüsselt und somit leichter gelesen werden, um die Buchungen des Mehrwegtransportbehälters aufzuzeichnen, zum Beispiel, wenn Waren versandt werden oder die Gebinde leer zurückkommen.
- Der GRAI (mit Seriennummer) kann auch für Aufzeichnungen von regelmäßigen Wartungsarbeiten oder Reparaturen verwendet werden.

### EDI
- Wird der GRAI in Informationssystemen verwendet, können die Unternehmen leichter die Bewegungen zuordnen und den Einsatz ihrer Gebinde besser steuern. Eine eindeutige Identifikation unterstützt Unternehmen auch in einer erhöhten Transparenz. Weiß ein Unternehmen, welche Artikel in welchen Mehrwegtransporteinheiten enthalten sind, kann es die Gebinde mit den Artikeln verknüpfen und Warenzulieferungen verfolgen.
- In Geschäftsprozessen werden die Identifikationsnummern mit den Eigenschaften der Vermögens- und Anlagegegenstände verknüpft. Diese Eigenschaften sollten als Teil des Stammdatenmanagements festgelegt werden.